# Station Clelles - Mens
Station Clelles - Mens is een spoorwegstation in de Franse gemeente Clelles.